# Eigentumsgrenze
Der Begriff Eigentumsgrenze bezieht sich vor allem auf Immobilieneigentum. Im Wesentlichen sind damit Grundstücksgrenzen gemeint.

## Nutzen
Durch die Festlegung der Eigentumsgrenzen kann die Grundstücksgröße berechnet werden und die Lage des Grundstückes gekennzeichnet werden. Neben der ursprünglichen Funktion, die gerechte Festsetzung der Grundsteuer, haben die heutigen Eigentumsgrenzen vor allem den Sinn, Rechtsfrieden in der Gesellschaft herzustellen und zu bewahren. 

## Technik
Eigentumsgrenzen werden in Flurkarten oder Grundkarten graphisch festgehalten. Die amtliche Festlegung geschieht in Deutschland durch so genannte Gauß-Krüger-Koordinaten (GK-Koordinaten) in den Vermessungsämtern. Dabei sind die mit den Koordinaten festgelegten Grenzpunkte geradlinig zu verbinden. Grenzpunkte werden in der realen Welt mit verschiedenen Grenzzeichen durch Vermarkung markiert. Wichtig: Diese Grenzzeichen dienen lediglich der Sichtbarmachung der durch die Koordinaten festgelegten Eigentumsgrenze und bilden somit nicht die rechtlich wirksame Eigentumsgrenze.